# Eojjeoda balgyeonhan Haru
Eojjeoda balgyeonhan Haru (어쩌다 발견한 하루?; lett. "Haru, conosciuto per caso"), nota anche con il titolo internazionale in lingua inglese Extraordinary You, è una serie televisiva sudcoreana del 2019.
Il titolo internazionale proviene da un gioco di parole di Haru nell'episodio 19, in cui durante una lezione di inglese gli viene spiegato il significato della parola "extraordinary" definendo così la protagonista Eun Dan-oh come Extra-ordinary You, in riferimento al fatto che lei è sia "straordinaria" sia un personaggio extra, ma anche completamente "fuori dall'ordinario" dal mondo in cui si trova.

## Trama
Eun Dan-oh è una liceale, proveniente da una famiglia molto benestante, che fin da piccola ha sempre sofferto di gravi problemi cardiaci. Casualmente, un giorno, fa una scoperta che rivoluziona la sua esistenza: è in realtà un personaggio del manhwa Il segreto e tutta la sua vita è decisa dall'onnipotente e onnisciente "Autore". Dopo aver scoperto di essere solo un personaggio marginale ai fini della trama e non la protagonista come credeva, e che peraltro l'autore ha intenzione di farla morire alla fine della storia per un attacco cardiaco, completamente insoddisfatta della sua esistenza e del suo futuro, decide di rivoluzionare completamente la trama del manhwa e di trovare un ragazzo solo per lei.
Eun Dan-oh scopre che l'esistenza all'interno del fumetto si divide tra un periodo "in scena" (ossia nelle parti della storia disegnate direttamente dall'autore, in cui i personaggi devono agire a prescindere secondo la volontà di quest'ultimo) e uno nella "zona d'ombra" (le parti del manhwa non ideate dall'autore, ma esistenti nel mondo dell'opera per continuità narrativa, in cui i personaggi si comportano secondo il loro libero arbitrio). La ragazza si imbatte poi in uno studente senza nome, secondo l'album di classe è chiamato semplicemente lo "studente numero 13", il quale non ha alcun ruolo all'interno del fumetto ma funge solo da comparsa. Stranamente il ragazzo riesce a modificare più di una volta la scena salvando Dan-oh in diverse situazioni. Convinta che lui sia la chiave per modificare il suo destino, Eun Dan-oh ribattezza il ragazzo con il nome Ha Ru e, dopo aver scoperto che anche lui è cosciente del suo ruolo di personaggio di un fumetto, iniziano a collaborare per cambiare il finale della loro storia. Nel frattempo i due ragazzi iniziano a sviluppare forti sentimenti l'uno nei confronti dell'altro e a ricordare che si erano già incontrati in passato, come personaggi di un altro fumetto, ma che a causa dei loro tentativi di ribellione nei confronti dell'autore (anche allora erano diventati coscienti e si erano innamorati, nonostante Eun Dan-oh secondo la trama si sarebbe dovuta innamorare di un altro personaggio) avevano dovuto affrontare un finale tragico. Alla fine, nonostante le loro speranze e i loro tentativi,  entrambi si dovranno rendere conto che "in scena" sarà sempre e comunque l'autore ad avere l'ultima parola. Dopo essere stati nuovamente separati nel finale de Il segreto, i due si reincarnano un'altra volta in un altro manhwa, dove sono entrambi personaggi extra, ovvero semplici comparse senza nome e senza un ruolo nella storia; sebbene inizialmente non si ricordino l'uno dell'altro, la visione di un particolare quadro – disegnato da Haru ne Il segreto – risveglia in entrambi i ricordi del loro passato. Dan-oh e Haru, nuovamente insieme, questa volta senza ruoli da seguire e senza "scene", possono trascorrere tutto il loro tempo nella "zona d'ombra", coronando così il loro sogno d'amore.